# California League
Die California League ist eine amerikanische Baseball-Liga der Minor Leagues, die ausschließlich in Kalifornien aktiv ist. Sie wird in der Class A-Advanced eingestuft, drei Klassen unter der Major League Baseball.
Dieses Niveau erreichen die professionellen Baseballspieler meist früh in ihrer Karriere. Je nach Erfahrung und Alter laufen die Spieler zwischen ihrem ersten (erfahrene College Spieler) und ihrem vierten Jahr (junge High-School Spieler) das erste Mal in dieser Liga auf.

## Geschichte
In den späten 1800er und frühen 1900er Jahren gab es verschiedene Versuche, eine „California League“ an der Westküste zu gründen. So gab es in den Jahren 1887–1889, 1891, 1893 sowie zwischen 1899 und 1902 Versuche eine Liga aufzubauen, welche jedoch schon nach kurzer Zeit scheiterten. Auch nach der Gründung der National Association of Professional Baseball Leagues im Jahr 1901, einem Verband aller Minor Leagues, gelang es nicht zwischen 1902 und 1907 die California League als unabhängige Liga zu etablieren.
In der heutigen Form wurde die California League 1941 gegründet und umfasste Teams in Anaheim, Bakersfield, Fresno, Merced, Riverside, San Bernardino, Santa Barbara und Stockton. Im folgenden Jahr sank die Liga als Folge des Zweiten Weltkriegs auf vier Mannschaften. Später wurde der Betrieb komplett pausiert. 1946 nahm die California League den Spielbetrieb mit sechs Teams wieder auf und fügte bis 1947 Teams in Visalia, San Jose und Ventura hinzu. Weiter östlich trat Reno (Nevada) 1955 der Liga bei und blieb 31 Jahre als einziges nicht kalifornisches Team Mitglied.
Obwohl sich Spitznamen und Zugehörigkeiten änderten, blieb die Nachkriegszusammensetzung der California League bis zum Ende der 1950er Jahre weitgehend stabil. Die Liga erreichte 1966 acht Vereine und hielt diese für zehn Jahre, die Teams sanken kurzzeitig auf sechs ab, bevor sie Anfang der achtziger Jahre zwischen acht und neun Vereinen schwankte. 1986 erreichte die Liga erneut zehn Teams und hielt diese Konfiguration für 31 Saisons.
Im Zuge der Umstrukturierung der Minor Leagues wurden nach der Saison 2016 die Bakersfield Blaze sowie die High Desert Mavericks aufgelöst, obwohl Letztere noch in dieser Saison Meister wurden. Dies beendete eine 21-jährige Serie, in der keine Teams umgezogen oder neu hinzugekommen sind, welches eine bemerkenswert stabile Ausrichtung für Baseball der Class A ist.
Aufgrund der COVID-19-Pandemie wurde der Saisonstart der California League Saison 2020 zunächst verschoben und später gänzlich abgesagt.

## Aktuelle Teams der California League
Die California League gliedert sich in eine Nord Division und eine Süd Division, bestehend aus jeweils vier Teams. Alle Stadien der aktuellen Teams wurden nach 1990 gebaut und ziehen pro Spiel zwischen 2000 und 3000 Zuschauer an.
| Division | Team                    | MLB Team             | Stadt            | Stadion                | Fassungsvermögen |
| -------- | ----------------------- | -------------------- | ---------------- | ---------------------- | ---------------- |
| Nord     | Modesto Nuts            | Seattle Mariners     | Modesto          | John Thurman Field     | 4.000            |
| Nord     | San Jose Giants         | San Francisco Giants | San José         | Excite Ballpark        | 4.200            |
| Nord     | Stockton Ports          | Oakland Athletics    | Stockton         | Banner Island Ballpark | 5.300            |
| Nord     | Visalia Rawhide         | Arizona Diamondbacks | Visalia          | Recreation Park        | 2.468            |
| Süd      | Inland Empire 66ers     | Los Angeles Angels   | San Bernardino   | San Manuel Stadium     | 8.000            |
| Süd      | Lake Elsinore Storm     | San Diego Padres     | Lake Elsinore    | Lake Elsinore Diamond  | 7.866            |
| Süd      | Lancaster JetHawks      | Colorado Rockies     | Lancaster        | The Hangar             | 6.860            |
| Süd      | Rancho Cucamonga Quakes | Los Angeles Dodgers  | Rancho Cucamonga | LoanMart Field         | 6.200            |